# Stade Luigi-Ferraris
 (avril 2025).
Le stade Luigi-Ferraris (en italien Stadio comunale Luigi Ferraris), qui porte aussi le surnom de Marassi, quartier où il se situe, est un stade de football italien basé à Gênes, en Ligurie.
Il a pour hôtes les deux clubs de la métropole ligure : le Genoa CFC et l'UC Sampdoria. Sa capacité est de 36 569 places.

## Historique
Le stade fut inauguré le 22 janvier 1911 par un match entre le Genoa et l'Inter Milan. Sa capacité était alors de 20 000 places. Le 1er janvier 1933, l'enceinte, qui s'appelait jusqu'alors Stadio Marassi fut rebaptisée Luigi Ferraris en hommage à l'ancien capitaine du Genoa, héros de la Première Guerre mondiale.
Lors de la Coupe du monde de football 1934, elle accueillit le huitième de finale entre le Brésil et l'Espagne. Pour l'occasion, sa capacité fut portée à 30 000 places.
En 1989, le stade fut démoli et reconstruit en vue de la Coupe du monde de football 1990. Trois matchs du Groupe C au premier tour et le huitième de finale entre la Roumanie et l'Irlande s'y déroulèrent.
Le record d'affluence du stade fut établi le 27 février 1949 à l'occasion d'un match entre l'Italie et le Portugal avec plus de 60 000 spectateurs.
Pour l'anecdote, Vittorio Gregotti, l'architecte du stade Luigi-Ferraris est également celui du stade des Costières de Nîmes, d'où la ressemblance entre ces deux enceintes sportives.

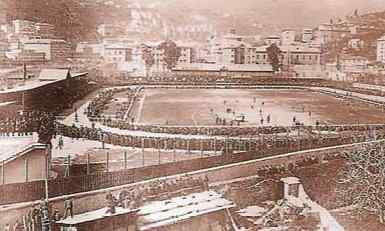
L'ancienne configuration de l'enceinte lorsqu'elle se nommait encore « Stade Marassi »

## Événements
- Coupe du monde de football de 1934
- Coupe du monde de football de 1990